# Francisco Gomes da Costa
Ne doit pas être confondu avec Francisco da Costa Gomes.
Pour les articles homonymes, voir Gomes et Da Costa.
Francisco Gomes da Costa  est un footballeur portugais né le 25 février 1919 à Vila Pouca de Aguiar et mort durant l'année 1987. Il évoluait au poste d'attaquant.

## Biographie

### En club
Francisco Gomes da Costa est joueur du FC Porto de 1936 à 1947,.
En 1937, dès sa première saison avec Porto, il remporte le Campeonato de Portugal, compétition qui se déroule sous un format similaire à la Coupe du Portugal,.
Gomes da Costa est sacré Champion du Portugal en 1940,.
En 1947, il raccroche les crampons. Au total, il dispute 88 matchs pour 41 buts marqués en première division portugaise,.

### En équipe nationale
International portugais, il reçoit une unique sélection en équipe du Portugal. Le 6 mai 1945, il joue en amical contre l'Espagne (défaite 2-4 à La Corogne).

## Palmarès
FC Porto
| - Championnat du Portugal (1) : - Champion : 1939-40. - Campeonato de Portugal (1) : - Vainqueur : 1936-37. |  | - Championnat de Porto (8) : - Champion : 1936-37, 1937-38, 1940-41, 1942-43, 1943-44, 1944-45, 1945-46 et 1946-47. |